# Milostín (železniční zastávka)
Milostín je železniční zastávka (dříve železniční stanice) v severní části obce Milostín. Leží v km 71,613 jednokolejné neelektrizované železniční trati Lužná u Rakovníka – Chomutov mezi zastávkami Mutějovice zastávka a Deštnice.

## Historie
Železniční stanice Milostín-Kounov byla postavena na úseku Buštěhradské dráhy ze Stochova do Chomutova, která byla uvedena do provozu 4. února 1871 (pro nákladní dopravu už 20. listopadu 1870). Do roku 1924 nesla název Milostín-Kounov, v době druhé světové války Gnadendorf / Milostín a po válce od roku 1945 Milostín. V roce 2011 byly ve stanici čtyři dopravní koleje a jedna manipulační kolej. Sypaná nástupiště byla u tří kolejí. Ve stanici bylo elektromechanické zabezpečovací zařízení.

## Popis zastávky
V zastávce je u traťové koleje vzřízeno vnější jednostranné sypané nástupiště o délce 135 m, nástupní hrana je ve výšce 200 mm nad temenem kolejnice.

## Výpravní budova
Výpravní budovu navrhl inženýr-asistent Josef Chvála (1826–1872) v neoklasicistním stylu. Jedná se o typovou výpravní budovu 2. třídy se sedlovou střechou. Budova byla přízemní s průčelím členěným devíti okenními osami, z toho byly tři osy ve středním rizalitu, který byl ukončen trojúhelníkovým štítem. Výpravna disponovala dvěma čekárnami, pro první a druhou třídu byla menší místnost, pro třetí a čtvrtou třídu byla větší místnost. Později byla přistavěna k boku patrová trojosá přístavba a na kladenské straně vodárenská věž.